# Look (film, 2007)
Pour les articles homonymes, voir Look.
Look est un film sorti en 2007, réalisé par Adam Rifkin et par les mêmes producteurs que le film Monster.

## Synopsis
Ce film est une vision fictive des États-Unis où 30 millions de caméras de surveillance serait reparties dans le pays, générant plus de 4 milliards d'heures de films par semaine, et changeant totalement la notion de vie privée. Un citoyen américain serait enregistré environ 200 fois par jour. Personne n'est épargné. Tout le film est tourné de la perspective d'une caméra de sécurité : Qui vous surveille ? Qui est regardé ?
Look est une dramatisation d’une semaine dans la vie d’obsédés sexuels dans une boutique de vêtements, un pédophile, une étudiante séductrice, un père de famille se disant hétérosexuel mais qui tomba amoureux d'un avocat gay, un professeur d'anglais tentant au mieux de jouer son rôle de mari, un dépanneur et ses employés paresseux, des voleurs qui ont caché un corps dans le coffre d’une voiture... Tout est filmé.
Source : 

## Fiche technique
- Titre : Look
- Titre original : Look
- Réalisation : Adam Rifkin
- Scénario : Adam Rifkin
- Musique : Brian Transeau (BT)
- Producteur(s) : Mark Damon, David Alvarado, Andreas Grosch, Stewart Hall, Donalmd Kushner, Sammy Lee, Brent Morris, Clark Peterson, Meagan Riley-Grant, Andreas Schmid, Charlize Theron
- Coproducteur(s) : Barry Schuler, Brad Wyman
- Genre : Drame
- Classification : Japan:R-15, USA:R (-17 accompagnés)
- Date de sortie : 14 décembre 2007 aux États-Unis
- Film américain
- Durée : 98 minutes
- Langue : Anglais (américain)

## Distribution
- Rhys Coiro : Ace
- Hayes MacArthur : Tony Gilbert
- Giuseppe Andrews : Willie
- Spencer Redford : Sherri Van Haften
- Heather Hogan : Holly
- Jennifer Fontaine : Louise
- Jamie McShane : Berry Krebbs
- Paul Schackman : Ben

Reste de la distribution par ordre alphabétique
- Jim Babbadge : Chauffeur de bus
- Carla Barnett : Dame au comptoir de maquillage
- Craig Barnett : Avocat
- Anouska Poppie Pearl Beckwith : Enfant de la station-service # 4
- Alex Berg : Enfant de la station-service #3
- Kris Bergen : Le collègue de Marty
- Scott Billups : Flic à la mise en accusation de Ron
- Amy E. Bishop : Fille #2 dans l'ascenseur (créditée comme Amy Bishop)
- Adam Bitterman : Policier arrêtant M. Krebbs
- Valerie Breiman : Stéphanie
- Joe Bucaro III : Acteur cascadeur (crédité comme Joe Bucaro)
- Kayla Carlson : Kayla - Fille au centre commercial (créditée comme Kayla M. Carlson)
- Lisa M. Carlson : Maman au centre commercial
- Eliza Coleman : cascadeuse
- Michael Cooke : M. Van Haften
- Ryan Cutrona : M. Bates
- Sophie Dee : Bombasse au centre commercial (non crédité)
- Troy DeWalt : Avocat raciste (non crédité)
- Miles Dougal : Carl
- Doribeth Elkins : Patron du guichet automatique
- Sebastian Feldman : Ron
- Jackie Geary : Paige
- Sarah Grant Brendecke : Corey (non crédité)
- Noa Hegesh : Fille #1 dans l'ascenseur
- Nichelle Hines : Lydie
- Tom Hodges (en) : Stuart
- Haley Hudson : Amandine
- Ron Jeremy : Fatso dans le porno informatique (crédité comme Ron Jeremy Hyatt)
- Zale Kessler : Le chef de la police
- John Landis : Directeur aggravé
- Sunny Lane : Bombasse dans le porno informatique
- Cristian Letelier : Strip-teaseur
- Sarah Livingston Evans : Farting Girl (créditée comme Sarah Evans)
- Paul Loptman : Guy Acheteur
- Bailee Madison : Megan (créditée comme Bailee Madison Williams Holte)
- Shane McAvoy : Tyler Winters
- Tracey McCall : Grace
- Sarah Jane Morris : Courtney
- Fred Ochs : Directeur d'école
- Daniel Okeefe : Invité à la fête d'anniversaire (non crédité)
- Karen Posada : Journaliste espagnol
- Alysia Joy Powell : Jen
- Kimberly Quinn : Joan Krebbs
- Karanai Ravenscroft : Avocate (non crédité)
- Warren V. Reed : Agent de sécurité du centre commercial
- John Robotham : Flic assassiné
- Addison Rose Melfi : Bébé Krebbs
- Dori Russell : Mme Van Haften
- D. Brett Schramm : Flic Hurlant - Équipe de déminage (crédité en tant que DB Schramm)
- Robert Schwartzman : Enfant #1 de la station-service
- Louis Stephens : Enfant #2 de la station-service (crédité comme Louie Stephens)
- Tasfay : Homme avec sac à dos
- Michael Twaine : M. Stonecipher
- Rachel Vacca : Noémie
- Ben Weber : Marty
- Daniel Jonathan Weisinger : Flic #1 dans le salon (crédité comme Daniel Weisinger)
- Chris Williams : Georges Higgins
- Tom Wright (en) : Détective
- Eugene Wyman : Le fils de Tony #1
- Oliver Wyman : Le fils de Tony #2
- Roz Wyman : Maire
- Salome Wyman : La femme de Tony

## Récompenses - Sélection officielle
- Afi Fest International Film Festival
- Chicago International Festival
- Cinevegas Film Festival
- Lone Star International Film Festival

## Bande Originale
C'est à Brian Wayne Transeau, ou BT, que fut confié la bande son de Look. La B.O. sorti en CD la même année que le film. Le thème principal se nomme Electrocuted. La plupart des autres pistes sont des samples d'environ 30 secondes ou plus.
Liste des pistes
- 1) Electrocuted
- 2) Main Title
- 3) ATM Machine
- 4) Pickle Juice
- 5) Crib Music
- 6) Girls At The MiniMart
- 7) Robbers Kill Cop
- 8) Ben On The Phone
- 9) Ben and George Elevator
- 10) Parking Lot
- 11) Bad Guys I
- 12) Mall Stalking I
- 13) Mall Stalking II
- 14) Mall Stalking III
- 15) The Break Up
- 16) Student Seduces Teacher
- 17) Mall Stalking IV
- 18) Police Arrest Teacher
- 19) Man On The Bus
- 20) Megan's Gone
- 21) Bad Guys II
- 22) Minimum
- 23) Pre-Crash
- 24) Car Crash
- 25) Cop Stripper
- 26) High